# 赖兴费尔斯
赖兴费尔斯是奥地利克恩顿州沃尔夫斯贝格县的一个市镇。总面积87.21平方公里，总人口2002人，人口密度23.0人/平方公里（2005年）。